# Тривисмутид тетранеодима
Тривисмутид тетранеодима — бинарное неорганическое соединение
неодима и висмута
с формулой Nd4Bi3,
кристаллы.

## Получение
- Сплавление стехиометрических количеств чистых веществ:

{\displaystyle {\mathsf {4Nd+3Bi\ {\xrightarrow {1750^{o}C}}\ Nd_{4}Bi_{3}}}}

## Физические свойства
Тривисмутид тетранеодима образует кристаллы
кубической сингонии,
пространственная группа I 43d,
параметры ячейки a = 0,9553 нм, Z = 4,
структура типа тетрафосфида тритория Th3P4 .
Соединение образуется по перитектической реакции при температуре 1750°С.

## Химические свойства
- Разлагается при нагревании:

{\displaystyle {\mathsf {Nd_{4}Bi_{3}\ {\xrightarrow {>1750^{o}C}}\ 3NdBi+Nd}}}